# 三重県道411号穴倉南神山津線
三重県道411号穴倉南神山津線（みえけんどう411ごう あなくらみなみこやまつせん）は、三重県津市を通る一般県道である。

## 概要
津市美里町穴倉から津市殿村に至る。

### 路線データ
- 起点：津市美里町穴倉（三重県道28号亀山白山線交点）
- 終点：津市殿村（殿村北交差点、三重県道55号久居河芸線交点）
- 総延長：9.954 km

## 歴史
- 1959年（昭和34年）1月25日 - 路線認定[1]。

## 路線状況

### 道路施設

#### 橋梁
- 新橋（穴倉川、津市）
- 日南田橋（船山川、津市）
- 今徳橋（穴倉川、津市）

## 地理

### 通過する自治体
- 三重県
  - 津市

### 交差する道路
| 交差する道路                  | 交差する場所 | 交差する場所        |
| ----------------------------- | ------------ | ------------------- |
| 三重県道28号亀山白山線        | 美里町穴倉   | 起点                |
| 広域農道グリ－ンロード        | 美里町家所   |                     |
| 三重県道657号家所阿漕停車場線 | 美里町家所   | 辰水小学校北交差点  |
| 三重県道649号亀山安濃線       | 安濃町前野   |                     |
| 三重県道55号久居河芸線        | 殿村         | 殿村北交差点 / 終点 |

### 沿線
全線にわたって路線バスが運行されている。
- 津市立辰水小学校
- JA津安芸美里支店辰水店
- 穴倉川
- 山下ゴム三重工場